# Dallas-Fort Worth Film Critics Association Award per la miglior sceneggiatura
Il Dallas-Fort Worth Film Critics Association Award per la miglior sceneggiatura (Dallas-Fort Worth Film Critics Association Award for Best Screenplay) è una categoria di premi assegnata dalla Dallas-Fort Worth Film Critics Association per la miglior sceneggiatura dell'anno. 

## Vincitori e candidati
I vincitori sono indicati in grassetto.  

### Anni 1990
- 1990: Michael Blake - Balla coi lupi (Dances with Wolves)
- 1991: Callie Khouri - Thelma & Louise
- 1992: David Webb Peoples - Gli spietati (Unforgiven)
- 1993: Steven Zaillian - Schindler's List - La lista di Schindler (Schindler's List)
- 1994: Quentin Tarantino e Roger Avary - Pulp Fiction
- 1995: Christopher McQuarrie - I soliti sospetti (The Usual Suspects)
- 1996: Joel ed Ethan Coen - Fargo
- 1997: Brian Helgeland e Curtis Hanson - L.A. Confidential
- 1998: Andrew Niccol - The Truman Show
- 1999: Alan Ball - American Beauty

### Anni 2000
- 2000: Cameron Crowe - Quasi famosi (Almost Famous)

- 2001: Akiva Goldsman - A Beautiful Mind

- 2002: Charlie Kaufman e Donald Kaufman - Il ladro di orchidee (Adaptation)

- 2003: Fran Walsh, Philippa Boyens e Peter Jackson - Il Signore degli Anelli - Il ritorno del re (The Lord of the Rings: The Return of the King)

- 2004: Alexander Payne e Jim Taylor - Sideways - In viaggio con Jack (Sideways)
- 2005
  1. Larry McMurtry e Diana Ossana - I segreti di Brokeback Mountain (Brokeback Mountain)
  2. Dan Futterman - Truman Capote - A sangue freddo (Capote)

- 2006
  1. Michael Arndt - Little Miss Sunshine
  2. Guillermo Arriaga - Babel

- 2007: Diablo Cody - Juno

- 2008
  1. Dustin Lance Black - Milk
  2. Simon Beaufoy - The Millionaire (Slumdog Millionaire)

- 2009
  1. Jason Reitman e Sheldon Turner - Tra le nuvole (Up in the Air)
  2. Joel ed Ethan Coen - A Serious Man

### Anni 2010
- 2010
  1. Aaron Sorkin - The Social Network
  2. Christopher Nolan - Inception

- 2011
  1. Alexander Payne, Nat Faxon e Jim Rash - Paradiso amaro (The Descendants)
  2. Woody Allen - Midnight in Paris

- 2012
  1. Mark Boal - Zero Dark Thirty
  2. Quentin Tarantino - Django Unchained

- 2013
  1. John Ridley - 12 anni schiavo (12 Years a Slave)
  2. Bob Nelson - Nebraska a pari merito con Spike Jonze - Lei (Her)

- 2014
  1. Alejandro González Iñárritu, Nicolás Giacobone, Alexander Dinelaris Jr. e Armando Bo - Birdman (Birdman or (The Unexpected Virtue of Ignorance))
  2. Richard Linklater - Boyhood

- 2015
  1. Tom McCarthy e Josh Singer - Il caso Spotlight (Spotlight)
  2. Emma Donoghue - Room

- 2016
  1. Kenneth Lonergan - Manchester by the Sea
  2. Barry Jenkins - Moonlight

- 2017
  1. Greta Gerwig -  Lady Bird
  2. Guillermo del Toro e Vanessa Taylor -  La forma dell'acqua - The Shape of Water (The Shape of Water)

- 2018
  1. Deboarah Davis e Tony McNamara - La favorita (The Favourite)
  2. Paul Schrader - First Reformed - La creazione a rischio (First Reformed)

- 2019
  1. Noah Baumbach -  Storia di un matrimonio (Marriage Story)
  2. Steven Zaillian -  The Irishman

### Anni 2020
- 2020
  1. Emerald Fennell - Una donna promettente (Promising Young Woman)
  2. Aaron Sorkin - Il processo ai Chicago 7 (The Trial of the Chicago 7)
- 2021[1]
  1. Jane Campion - Il potere del cane (The Power of the Dog)
  2. Paul Thomas Anderson - Licorice Pizza e Kenneth Branagh - Belfast (ex aequo)
- 2022[2]
  1. Martin McDonagh – Gli spiriti dell'isola (The Banshees of Inisherin)
  2. Daniel Kwan e Daniel Scheinert – Everything Everywhere All at Once

- 2023[3]
  1. David Hemingson – The Holdovers - Lezioni di vita (The Holdovers)
  2. Justine Triet e Arthur Harari – Anatomia di una caduta (Anatomie d'une chute)

- 2024[4]
  1. Brady Corbet e Mona Fastvold – The Brutalist
  2. Sean Baker – Anora